# Psilopogon duvaucelii
El barbudo variable o barbudo orejinegro (Psilopogon duvaucelii) es una especie de ave piciforme de la familia Megalaimidae que vive en el sudeste asiático. Debe su nombre común a la gran variedad de patrones de color que presentan en la cabeza sus distintas subespecies.

## Descripción

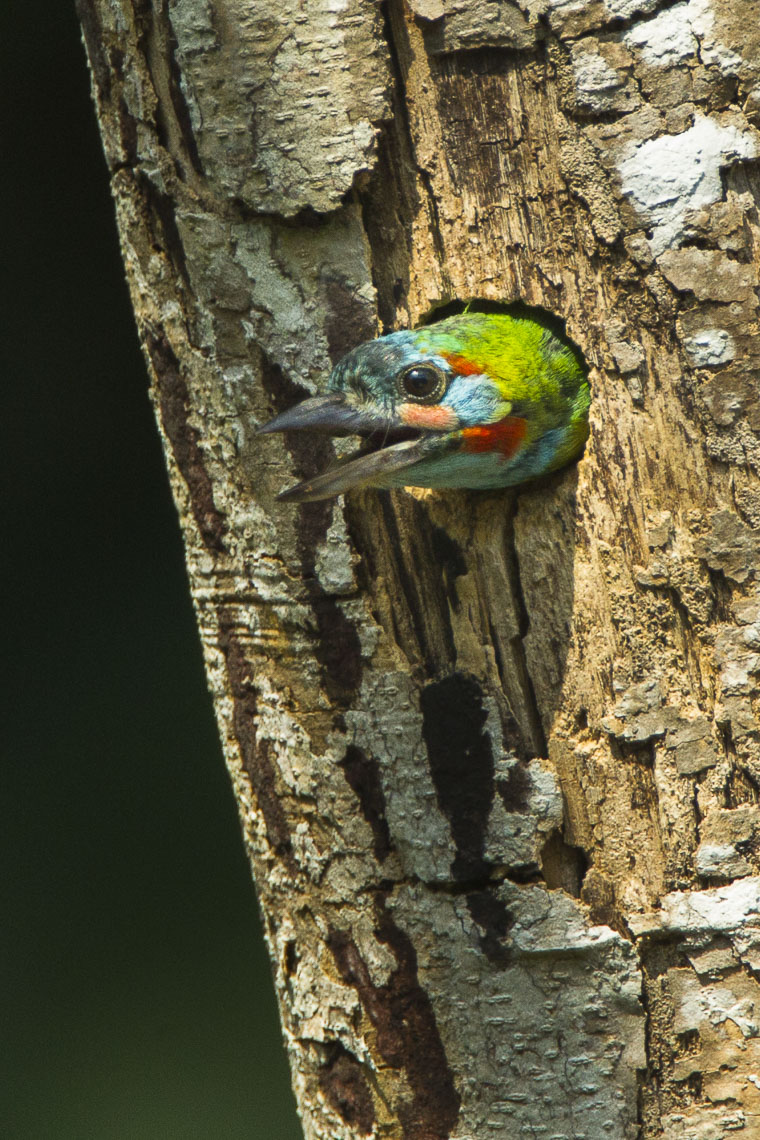
En el nido

El babudo variable mide unos 17–18 cm de largo. Es un ave rechoncha de cuello corto y cabeza relativamente grande. Su pico oscuro es robusto y puntiagudo. Como los demás barbudos presenta cerdas alrededor del pico. El plumaje de su cuerpo es verde, más claro en las partes inferiores, mientras que presenta llamativos colores en la cabeza, cuyo patrón varía según las diferentes subespecies. Suele predominar el azul y pueden aparecer manchas negras, rojas, naranjas y amarillas. El macho adulto de la subespecie M. a. cyanotis, que se encuentra desde el noreste de la India hasta la península malaya tiene la frente negra, el píleo medio, las coberteras auriculares y la garganta azules, y manchas rojas por encima y por debajo de las coverteras auriculares, y las mejillas anaranjadas. La hembra tiene un patrón menos llamativo, presentando únicamente las manchas anaranjadas aunque más grandes, los juveniles tienen la cabeza verde con alguna mancha azul en las coberteras auriculares y la garganta.
El canto territorial del macho es un repetido ko-tek. Entre otras llamadas se incluye un silbido tipo pliow.

## Distribución y hábitat
El barbudo variable es un ave sedentaria que habita en el sudeste asiático, desde las estribaciones orientales del Himalaya hasta Indochina, Borneo y Bali. Vive tanto en las selvas, como en los bosques mixtos y bosques secundarios, hasta los 1525 m de altitud. 
Suele anidar en los huecos de los árboles.

## Taxonomía

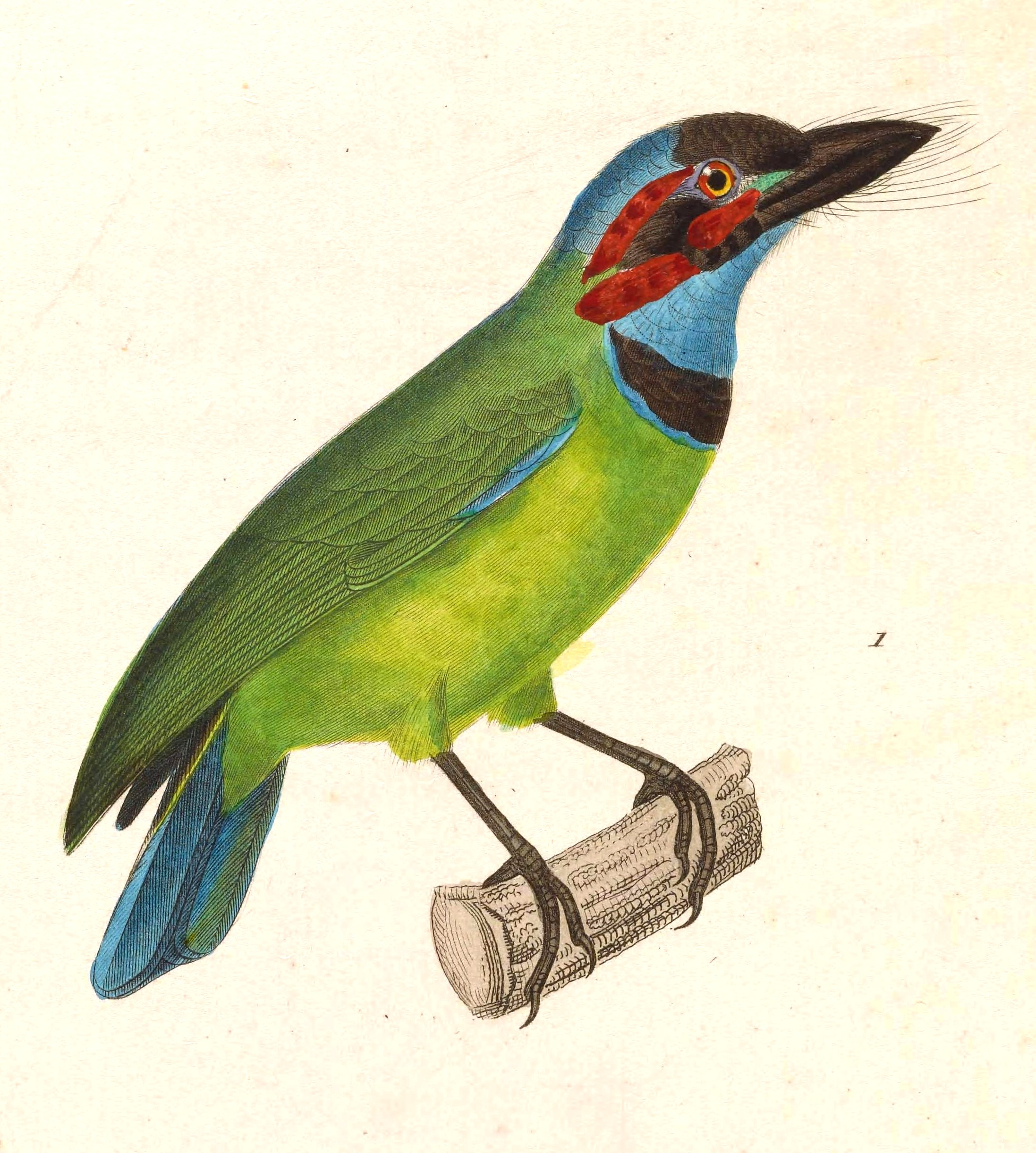
El barbudo variable debe su nombre a la gran diversidad de patrones de color de la cabeza que presentan las distintas subespecies.

Se reconocen las siguientes subespecies
- M. a. stuarti, presente en Tailandia occidental y central;
- M. a. invisa, en el norte de Tailandia;
- M. a. orientalis, sureste de Tailandia y resto de Indochina;
- M. a. duvaucelii, Malasia, Sumatra y regiones bajas de Borneo;
- M. a. gigantorhina, islas Nias y Sumatra occidental;
- M. a. tanamassa, islas Batu y Java occidental;
- M. a. cyanea, Mt. Kinabalu, al norte de Borneo.

Ripley describió M. a. eximia, en el norte de Borneo, pero actualmente se considera una especie aparte M. eximia.